# Dorfkirche Ferchlipp

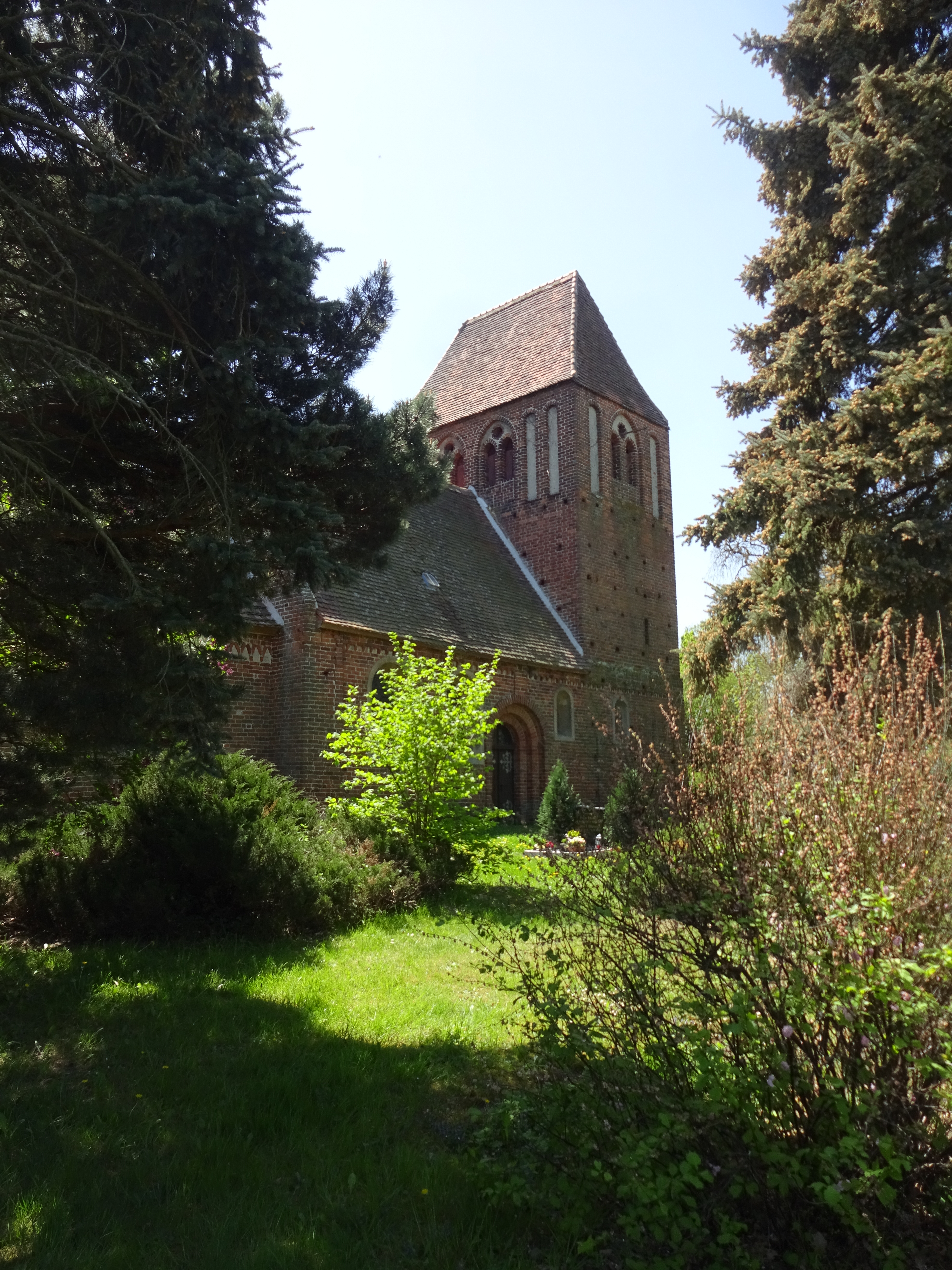
Dorfkirche Ferchlipp

Die evangelische Dorfkirche Ferchlipp ist eine romanische Saalkirche in Ferchlipp im Ortsteil Lichterfelde (Wische) der Gemeinde Altmärkische Wische im Landkreis Stendal in Sachsen-Anhalt. Sie gehört zur Kirchengemeinde Lichterfelde im Kirchenkreis Stendal der Evangelischen Kirche in Mitteldeutschland (EKMD).

## Geschichte und Architektur
Die Kirche ist ein romanisches Backsteinbauwerk des späten 12. Jahrhunderts, wobei Teile des vermutlich etwas älteren Chors in Feldstein erbaut wurden; weitere Bauteile sind der Westquerturm, der gleich breite Saal, der eingezogene Chor und die halbkreisförmige Apsis, die mit zwei spätgotischen Strebepfeilern versehen ist. Der rechteckige Westturm über dem Westteil ist ebenfalls spätgotisch, das Glockengeschoss ist mit spitzbogigen gekuppelten Schallöffnungen zwischen schmalen Blenden versehen und wird mit einem Walmdach abgeschlossen. Die Detailformen sind schlicht, an der Südseite des Schiffs sind Ecklisenen und Zahnschnittfries zu finden, an der Nordseite ein Konsolfries, am Chor ein Kreuzbogenfries. Die rundbogigen Fenster sind zum Teil erhalten, eine Restaurierung erfolgte im Jahr 1887.
Innen ist das Schiff flachgedeckt; der Chor ist mit einem gebusten spätgotischen Kreuzrippengewölbe geschlossen, an der Südseite ist eine spätgotische Wandmalerei erhalten. Die Westempore mit gemalten Apostelbildern ist auf das Jahr 1689 datiert.

## Ausstattung
Das Hauptstück der Ausstattung ist ein Barockaltar mit spätgotischen Durchgängen, der von freiplastischen Schnitzfiguren des Moses und des Evangelisten Johannes flankiert wird; im Aufsatz ist ein auferstehender Christus zu sehen, der auf das Jahr 1721 datiert und von Michael Helwig aus Helmstedt signiert ist, wie der Altar in der Dorfkirche Falkenberg, das Kreuzigungsgemälde wurde 1866 von August Nüßler aus Osterburg geschaffen. Die von einem Engel getragene Kanzel aus dem Jahr 1693 wurde ebenfalls von Helwig gearbeitet und ist mit einem üppigen Akanthusrelief und einem kronenartigen Schalldeckel versehen. Eine Bronzeglocke aus dem Jahr 1718 ist erhalten.